# 維勒湖
47°10′16″N 8°37′08″E / 47.17111°N 8.61889°E
維勒湖（Wilersee），是瑞士的湖泊，位於該國中部，由楚格州負責管轄，面積0.03平方公里，海拔高度729米，平均水深12.3米，最大水深20.8米，集水區面積0.58平方公里。